# NGC 3908
NGC 3908 ist eine elliptische Galaxie vom Hubble-Typ E im Sternbild Löwe auf der Ekliptik, die schätzungsweise 1,1 Milliarden Lichtjahre von der Milchstraße entfernt ist. 
Die Galaxie wurde am 10. April 1885 von dem US-amerikanischen Astronomen Lewis Swift entdeckt.